# Kitagawia baicalensis
Kitagawia baicalensis är en växtart i släktet Kitagawia och familjen flockblommiga växter.
Arten är en perenn ört som förekommer i Centralasien, Sibirien och norra Kina. Den beskrevs först som Selinum baicalense av Ivan Redovskij och Carl Ludwig von Willdenow 1809, och fick sitt nu gällande namn av Michail Pimenov 1986.